# 山字草 (爱达荷州)
山字草（英語：Clarkia）是位於美國愛達荷州肖肖尼縣的一個非建制地區，靠近3号爱达荷州州道和圣玛利亚河。